# Brachybasidium pinangae
Brachybasidium pinangae är en svampart som först beskrevs av Marjan Raciborski, och fick sitt nu gällande namn av Ernst Gäumann 1922. Brachybasidium pinangae ingår i släktet Brachybasidium och familjen Brachybasidiaceae.   Inga underarter finns listade i Catalogue of Life.